# 王建 (前蜀)
王 建（おう けん）は、十国前蜀の初代皇帝。廟号は高祖。

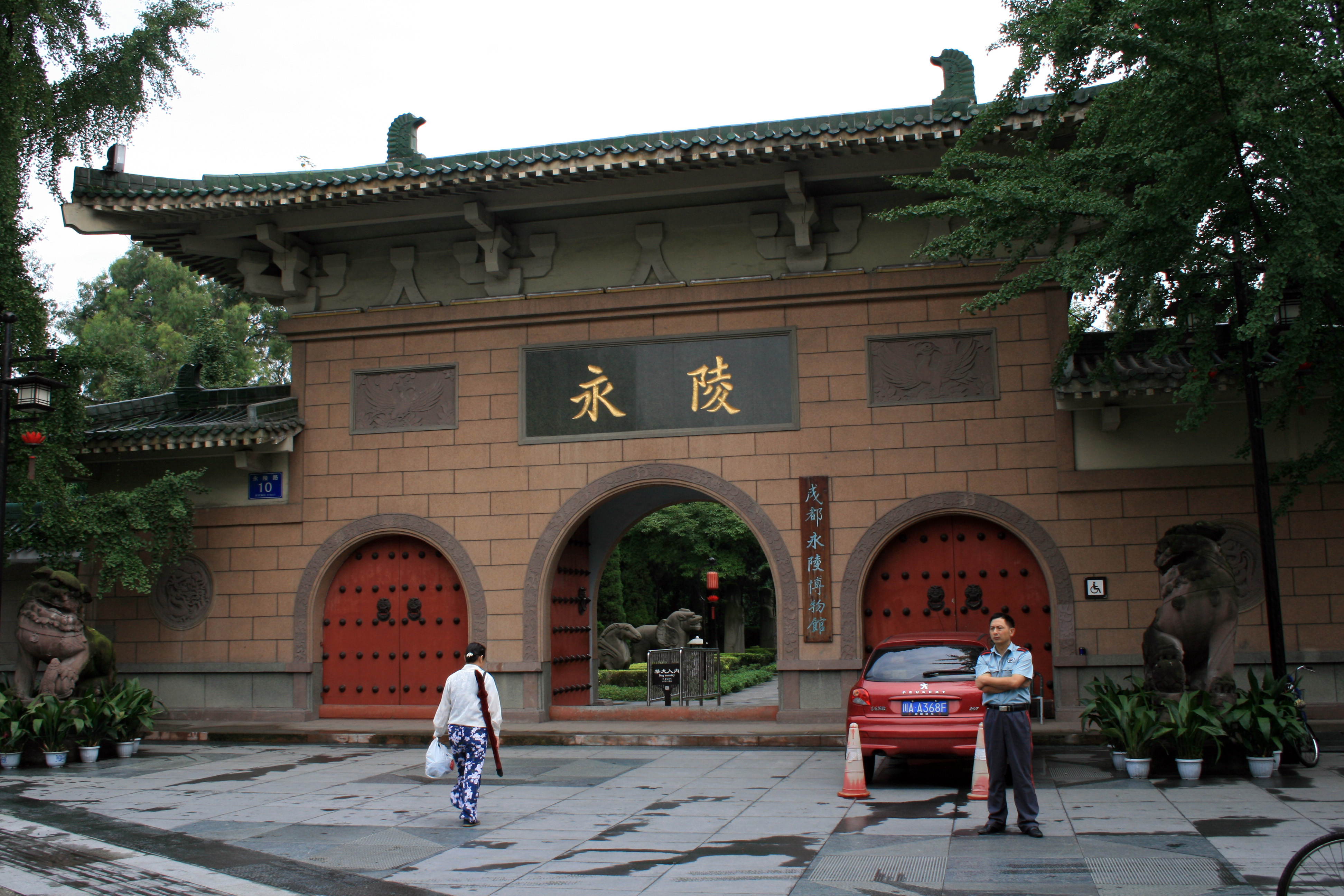
永陵正門（成都市三洞橋西北）

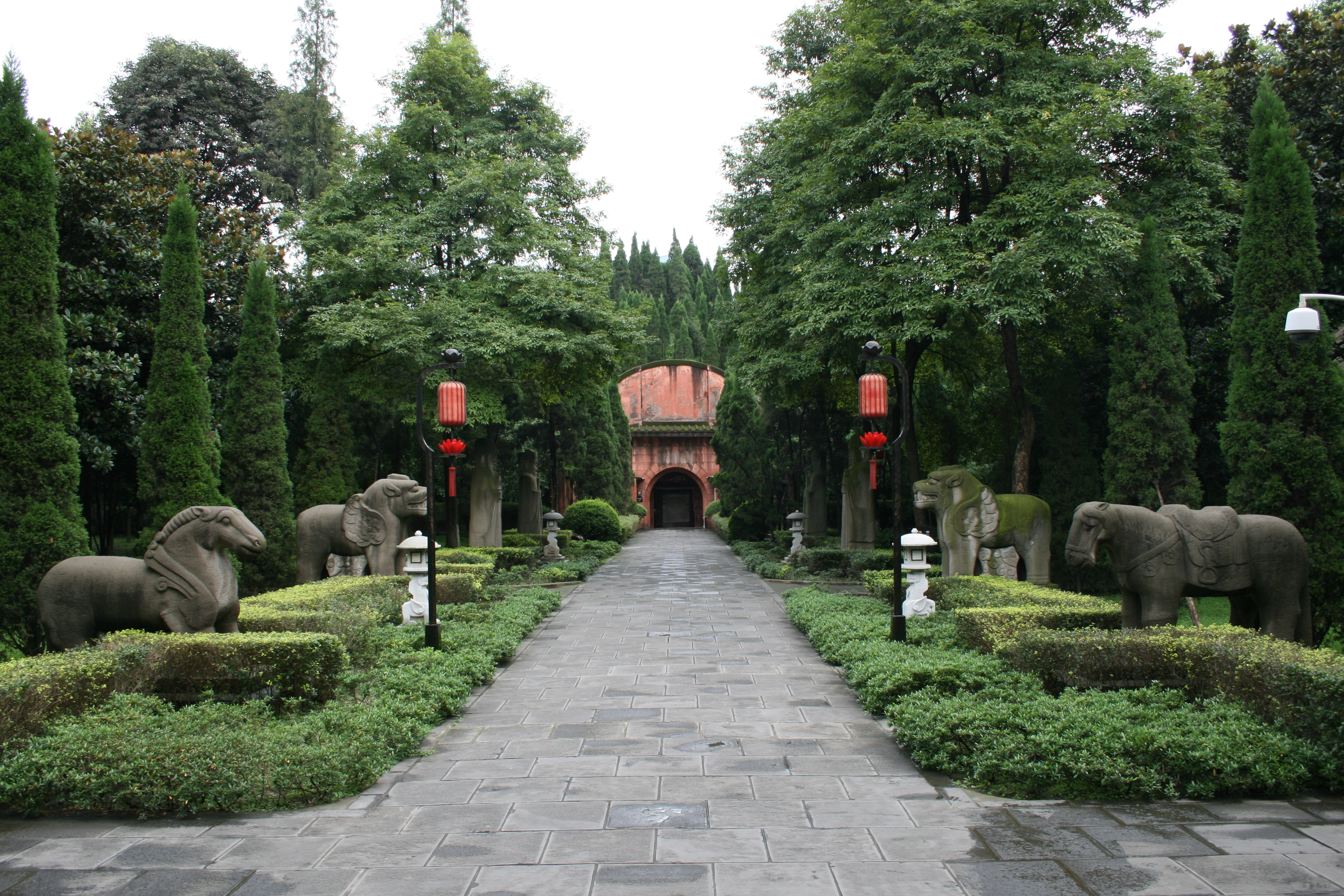
永陵の墓道、正面が陵墓

## 生涯

### 蜀を得る
許州舞陽県に生まれる。若い頃は屠殺や塩の密売に関わる無頼の徒であり、許州では賊王八と称されていた。
黄巣の乱が発生すると官軍に参加してその鎮圧に軍功を上げた。その後、朝廷の実力派宦官である田令孜の仮子（養子）となり、僖宗が蜀に脱出する際の功績により神策軍使、西川節度使、壁州刺史などを歴任した。
王建は在地勢力の歓心を買い、自らの陣営に取り込むことで勢力を拡大し、文徳元年（888年）には永平軍節度使に、大順2年（891年）には仮父を殺害して成都を制圧、更には剣南西川藩鎮を滅亡させ、西川を根拠地に定め、四川全域をほぼ掌握した。
天復元年（901年）に鳳翔の岐王李茂貞より漢中を奪い、天復2年（902年）には山南西道を手に入れ、天復3年（903年）には蜀王に封ぜられるに至った。

### 即位
天祐4年（907年）に唐が後梁に滅ぼされると、後梁の支配を嫌い、皇帝を称して元号を天復と改め、国号を大蜀と定めた。後世の史家は前蜀と呼びならわしている。
天然の要害である地理条件と、塩や鉄といった重要資源を豊富に産出する経済条件を利用し、在位期間中は国内の安定に力を注いだ。農業振興と水利事業を推し進め、「与民休息」の政策を実現した。また、多くの文人が平和を求めて前蜀に移動し、彼らを保護する文化振興政策も実行している。しかしその反面、国内への監視に注意を払い、「尋事団」と呼ばれる秘密警察を作り、不満分子を圧殺した一面も有している。

## 宗室

### 后妃
- 順徳皇后周氏
- 貴妃張氏
- 賢妃徐氏
- 淑妃徐氏
- 馬氏、周氏、宋氏、陳氏、山氏、褚氏、喬氏

### 男子
- 衛王 王宗仁
- 遂王 王宗懿（王元膺）
- 豳王 王宗輅
- 趙王 王宗紀
- 韓王 王宗智
- 宋王 王宗沢
- 魯王 王宗鼎
- 信王 王宗傑
- 薛王 王宗平
- 莒王 王宗特
- 後主 王宗衍

### 女子
- 普慈公主
- 安康公主
- 峨嵋公主

### 仮子
- 王宗弼（鉅鹿王・中書令、本名は魏弘夫）
- 王宗侃（楽安王・中書令、本名は田師侃）
- 王宗浩（興州刺史）
- 王宗賀（興元留後）
- 王宗綰（臨洮王・中書令、本名は李綰）
- 王宗裔（瑯琊王）
- 王宗翰（集王、本姓は孟氏）
- 王宗夔（瑯琊王）
- 王宗播（臨潁王・中書令、本名は許存）
- 王宗黯（瑯琊王、本名は吉諫）
- 王宗阮（決勝兵馬都知使、本名は文武堅）
- 王宗昱（天雄軍節度使）
- 王宗本（本名は謝従本）
- 王宗渥（親従都指揮使、本名は鄭渥）
- 王宗滌（山南西道節度使・同平章事、本名は華洪）
- 王宗瑤（臨淄王・中書令、本名は姜郅）
- 王宗佶（中書令、本姓は甘氏）
- 王宗勉（本名は趙章）
- 王宗祐（彭州刺史）
- 王宗謹（本名は王釗）
- 王宗訓（武泰軍節度使、本名は王茂権）
- 王宗矩（本名は侯矩）
- 王宗勲
- 王宗朗（雄武軍節度使、本名は全師朗）
- 王宗威（山南節度使）
- 王宗儔（山南節度使・中書令）
- 王宗儼（甲申指揮使）
- 王宗魯（武興軍節度使）
- 王宗鐸（興州刺史）
- 王宗宏
- 王宗範（妃嬪の周氏と前夫の子）
- 王宗晏（永寧軍節度使）
- 王宗寿（嘉王・武信軍節度使、王建の族子）
- 王宗信（左神勇軍使）
- 王宗弁（蜀州刺史、本名は鹿弁）
- 王宗汭（招討副使）
- 王宗儒（本名は楊儒）
- 王宗鍔（右定遠軍使）